# Тарховское кладбище (Сестрорецк)

Тарховское кладбище — кладбище в городе Сестрорецке, в Курортном районе Санкт-Петербурга. Рядом платформа Тарховка Приморско-Сестрорецкой железной дороги.

## Воинские памятники на Тарховском кладбище
Тарховское кладбище появилось во время войны рядом с военным госпиталем, который располагался на территории усадьбы Авенариуса.
На Тарховском кладбище похоронены солдаты, погибшие от смертельных ран в госпитале, жители Сестрорецка и окружающих его посёлков, умершие в годы блокады. Здесь также похоронены защитники Ханко, погибшие на железнодорожном переезде посёлка в результате диверсионного подрыва.
Здесь похоронены дети, умершие от истощения и болезней в блокадном детском доме на станции Разлив. В деревянное здание школы (рядом, в каменном располагалась воинская часть) сами приходили дети оставшиеся без попечения родителей, иногда их приводили соседи, а иногда представители службы дружинного патрулирования или работники других органов. Школьные кабинеты были переоборудованы под спальни. Учителя в количестве 18 человек стали воспитателями. На школьной территории, между каменным и деревянным зданием, стоял большой школьный сарай. Зимой в этот сарай складывали детские трупы, он заполнился до отказа. Весной 1942 года детские трупы перевезли и похоронили безымянными на Тарховском кладбище. Детский дом эвакуировали, а затем расформировали. Эти дети, как безымянные не вошли в «Книгу памяти» и в число 2327 блокадного списка, похороненных на Тарховском кладбище (недоступная ссылка).

После того, как в сентябре 1941 года, за 24 часа, всех мирных жителей из Сестрорецка эвакуировали за Водосливной канал «Шипучка», кладбище в Сестрорецке закрыли. Умерших стали хоронить в Горской. В начале блокады хоронили в гробах, а когда люди от голода ослабли, физически было трудно сделать гроб. Труп заворачивали в материю и хоронили в общей могиле. В декабре люди настолько ослабли, что доставить умершего из Разлива в Горскую не было сил. Местные власти приняли решение открыть новое блокадное кладбище в Тарховке, в конце Советского проспекта, на склоне Гайдабуровской горы. Захоронение производила бригада солдат. Могилу не копали, а получали в результате взрыва. В образовавшуюся воронку закладывали трупы, как только яма заполнялась полностью, закладывали новую порцию взрывчатки и производили направленный взрыв. Земля от взрыва засыпала яму с мертвыми, а в образовавшуюся яму укладывали новые трупы. Родственники не всегда могли, выбившись из сил, довезти умерших до кладбища, и их перевозили на саночках последовательно от своего дома до соседнего и так до кладбища. Дальнейшую процедуру выполняли солдаты. Кладбище называли по-разному: «Блокадное», «Голодное кладбище».

Как там оказалась могила защитников о. Ханко? После эвакуации наших войск с м. Гогланд и островов архипелага в том числе и о. Ханко войска переезжали на северные позиции защиты Ленинграда. У п. Тарховка поезд был 10 декабря 1941 года подорван. 17 погибших в этой диверсии защитников о. Ханко похоронили на ближайшем кладбище в п. Тарховка.

Во время блокады города Ленинграда в 1941—1944 гг. Тарховское кладбище г. Сестрорецка, служило площадкой массовых захоронений трагически погибших жителей города.
Опубликован поименный список похороненных на Тарховском кладбище г. Сестрорецка.
Всего 2327 человек плюс безымянные дети из сарая детского дома весной 1942 года.
— списки погибших

## Фотогалерея

Защитники Ханко
Защитники Ленинграда
Памятник погибшим в Великой Отечественной войне
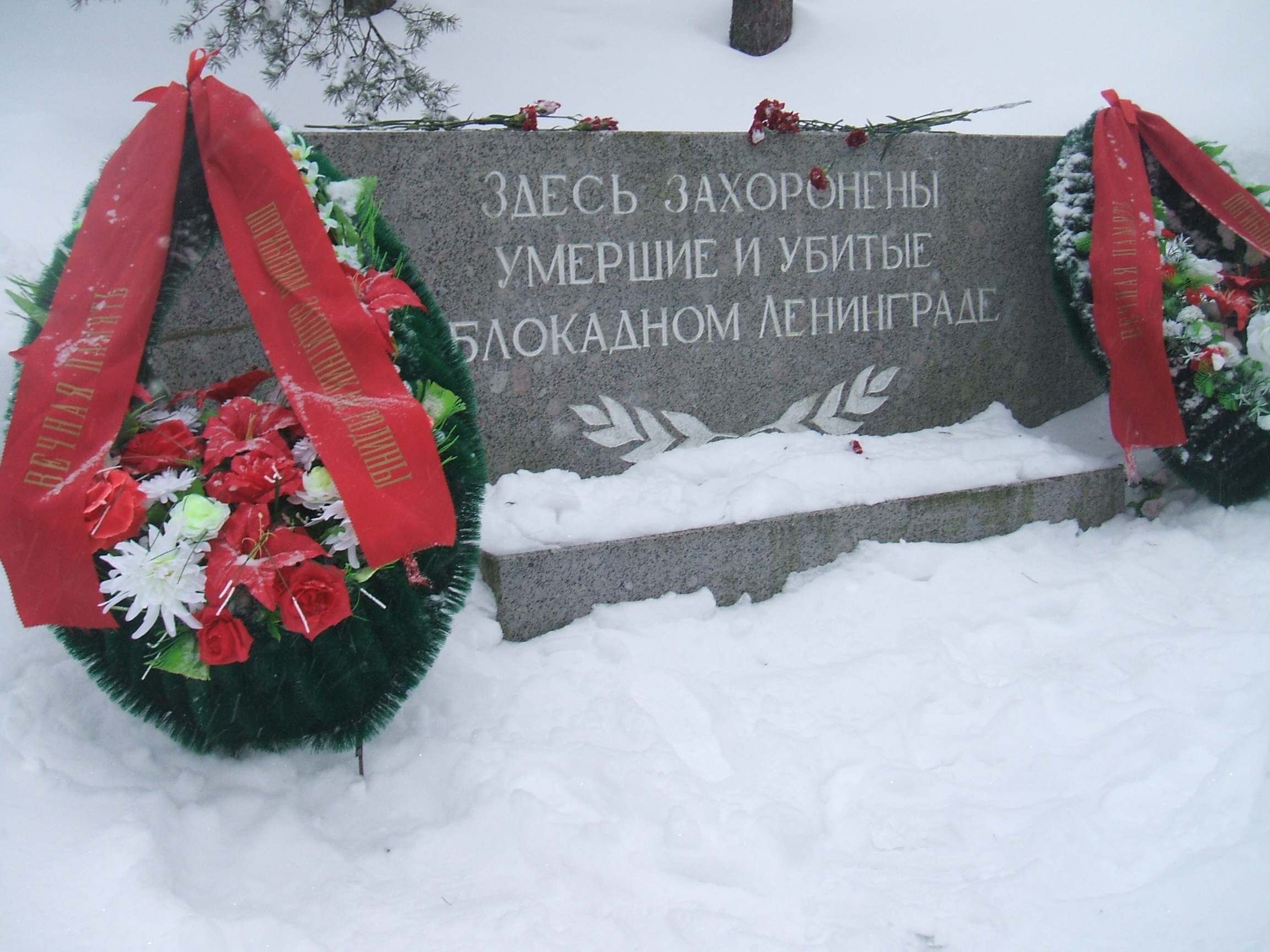
Блокадникам